# Grupo NSO
NSO Technologies (NSO significa Niv, Shalev y Omri, los nombres de los fundadores de la compañía) es una empresa de tecnología israelí cuyo software espía llamado Pegasus permite la vigilancia remota de teléfonos inteligentes. Fue fundada en 2010 por Niv Carmi, Omri Lavie y Shalev Hulio. Empleaba a casi 500 personas en 2017 y tiene su sede en Herzliya, cerca de Tel Aviv, Israel.
NSO es una subsidiaria del grupo de empresas Q Cyber Technologies. Q Cyber Technologies es el nombre que utiliza NSO en Israel, OSY Technologies en Luxemburgo, y en Norteamérica tiene una subsidiaria llamada Westbridge. Ha operado a través de otras empresas de todo el mundo.
Según varios informes, el software creado por NSO se utilizó en ataques dirigidos contra activistas de derechos humanos y periodistas en varios países, se utilizó en el espionaje estatal contra Pakistán, y desempeñó un papel en el asesinato del disidente saudí Jamal Kashoggi por agentes del gobierno saudí. En octubre de 2019, la empresa de mensajería instantánea WhatsApp y su empresa matriz Facebook demandaron a NSO y Q Cyber Technologies en virtud de la Ley de Abuso y Fraude Informático de Estados Unidos (CFAA). NSO afirma que proporciona a los gobiernos autorizados tecnología que les ayuda a combatir el terrorismo y el crimen.
El software espía Pegasus está clasificado como un arma por Israel y cualquier exportación de la tecnología debe ser aprobada por el gobierno.
Los ingresos anuales rondaron los 40 millones de dólares estadounidenses en 2013 y los 150 millones de dólares en 2015. En junio de 2017, Francisco Partners puso a la venta la empresa por mil millones de dólares. Los fundadores Lavie y Hulio, en asociación con el fondo de capital privado europeo Novalpina Capital, compraron una participación mayoritaria en NSO en febrero de 2019

## Historia
Los fundadores de NSO son exmiembros de la Unidad 8200, el Cuerpo de Inteligencia de Israel responsable de recopilar Inteligencia de señales. La financiación inicial de la empresa provino de un grupo de inversores encabezados por Eddy Shalev, socio del fondo de capital riesgo Genesis Partners. El grupo invirtió un total de 1,8 millones de dólares por una participación del 30 %.
En 2012, el gobierno de México anunció la firma de un contrato de 20 millones de dólares con NSO. Más tarde, una investigación de The New York Times reveló que el producto de NSO se utilizó para atacar a periodistas y activistas de derechos humanos en el país. En 2015, la empresa vendió tecnología de vigilancia al gobierno de Panamá. El contrato se convirtió en objeto de una investigación anticorrupción panameña luego de su divulgación en una filtración de información confidencial de la firma italiana Hacking Team.
En 2014, la firma estadounidense de capital privado Francisco Partners compró la empresa por 130 millones de dólares. En 2015, Francisco buscaba vender la empresa por hasta mil millones de dólares. La compañía se puso a la venta oficialmente por más de mil millones de dólares en junio de 2017, aproximadamente diez veces lo que Francisco pagó originalmente en 2014. En ese momento, NSO tenía casi 500 empleados, frente a alrededor de 50 en 2014.
El 1 de agosto de 2018, el Grupo de Derechos Humanos Amnistía Internacional acusó al Grupo NSO de ayudar a Arabia Saudita a espiar a un miembro del personal de la organización.
Los investigadores de Citizen Lab informaron en octubre de 2018 que estaban siendo atacados por agentes encubiertos conectados a NSO. En respuesta a un informe de Associated Press, NSO negó cualquier participación.
A principios de febrero de 2019, uno de los agentes que tenían como objetivo a los investigadores de Citizen Lab fue identificado como Aharon Almog-Assouline, un "exoficial de seguridad israelí que vive en el suburbio de Ramat Hasharon en Tel Aviv".
El 14 de febrero de 2019, Francisco Partners vendió una participación mayoritaria del 60 % de NSO a los cofundadores Shalev Hulio y Omri Lavie, quienes fueron apoyados en la compra por Novalpina Capital. Hulio y Lavie invirtieron 100 millones de dólares, y Novalpina adquirió la parte restante de la participación mayoritaria, valorando así la empresa en aproximadamente mil millones de dólares. El día después de la adquisición, Novalpina intentó abordar las preocupaciones planteadas por Citizen Lab con una carta, declarando su creencia de que NSO opera con suficiente integridad y precaución.
En abril de 2019, NSO congeló sus acuerdos con Arabia Saudita por un escándalo que alegaba el papel del software NSO en el seguimiento del periodista asesinado Jamal Khashoggi en los meses previos a su muerte.
En mayo de 2019, el servicio de mensajería WhatsApp alegó que NSO desarrolló un exploit de inyección de software espía dirigido a su función de llamadas. Las víctimas estuvieron expuestas a la carga útil del software espía incluso si no respondieron a la llamada. WhatsApp le dijo al Financial Times que "el ataque tiene todas las características de una empresa privada conocida por trabajar con los gobiernos para distribuir software espía que supuestamente se hace cargo de las funciones de los sistemas operativos de los teléfonos móviles". NSO negó su participación en la selección o selección de víctimas, pero no negó explícitamente la creación del exploit. En respuesta al presunto ciberataque, WhatsApp demandó a NSO bajo la CFAA y otras leyes estadounidenses en un tribunal de San Francisco el 29 de octubre WhatsApp afirmó que la explotación se dirigió a 1400 usuarios en 20 países, incluidos "al menos 100 defensores de derechos humanos, periodistas y otros miembros de la sociedad civil".
Los empleados de NSO se habían quejado a WhatsApp sobre la mejora de la seguridad, según los documentos judiciales de WhatsApp y su empresa matriz Facebook: "El 13 de mayo de 2019 o alrededor de esa fecha, Facebook anunció públicamente que había investigado e identificado una vulnerabilidad relacionada con el servicio WhatsApp ( CVE. WhatsApp y Facebook cerraron la vulnerabilidad, se pusieron en contacto con la policía y aconsejaron a los usuarios que actualizaran la aplicación WhatsApp. Posteriormente, los acusados se quejaron de que WhatsApp había cerrado la vulnerabilidad. Específicamente, el Empleado 1 de NSO declaró: 'Acabas de cerrar nuestro mayor control remoto para celular ... Está en las noticias de todo el mundo' ". WhatsApp también alertó a los 1.400 usuarios objetivo. Al menos en un caso, la vigilancia fue autorizada por un juez.
En abril de 2020, NSO culpó a sus clientes gubernamentales de la piratería de 1400 usuarios de WhatsApp, incluidos periodistas y activistas de derechos humanos. Sin embargo, la firma no reveló los nombres de sus clientes que, como declaró Citizen Lab, incluyen autoridades en Arabia Saudita, Emiratos Árabes Unidos, Baréin, Kazajistán, Marruecos y México. En los documentos judiciales, WhatsApp alegó que su investigación sobre cómo se usó Pegasus de NSO contra 1400 usuarios en 2019 mostró que los ataques se originaron en los servidores de NSO en lugar de en los de sus clientes. WhatsApp dijo que "NSO usó una red de computadoras para monitorear y actualizar Pegasus después de que se implantó en los dispositivos de los usuarios. Estas computadoras controladas por NSO sirvieron como el centro neurálgico a través del cual NSO controlaba la operación y el uso de Pegasus por parte de sus clientes ". WhatsApp dijo que NSO obtuvo "acceso no autorizado" a los servidores de WhatsApp mediante la ingeniería inversa de la aplicación de WhatsApp para poder evadir las funciones de seguridad. NSO respondió "NSO no opera el software Pegasus para sus clientes".

### Fusión con Circles
En 2014, la empresa de vigilancia Circles se fusionó con NSO. Circles es capaz de identificar la ubicación de un teléfono en segundos, en cualquier parte del mundo. Se identificó que 25 países de todo el mundo eran clientes de Circles. La firma tiene dos sistemas. Uno opera conectándose a la infraestructura de las empresas de telecomunicaciones locales del país comprador. El otro sistema separado, conocido como "Circles Cloud", es capaz de interconectarse con el país de telecomunicaciones en todo el mundo. En diciembre de 2020, Citizen Lab informó que el Consejo Supremo de Seguridad Nacional (SCNS) de Emiratos Árabes Unidos estaba listo para recibir ambos sistemas. En una demanda presentada contra NSO en Israel, los intercambios de correo electrónico revelaron vínculos entre Circles y varios clientes en los Emiratos Árabes Unidos. Los documentos también revelaron que Circles envió las ubicaciones de los objetivos y los registros telefónicos al SCNS de los EAU. Además de Israel y los Emiratos Árabes Unidos, el informe nombró a los gobiernos de Australia, Bélgica, Botsuana, Chile, Dinamarca, Ecuador, El Salvador, Estonia, Guinea Ecuatorial, Guatemala, Honduras, Indonesia, Kenia, Malasia, México, Marruecos, Nigeria, Perú, Serbia, Tailandia, Vietnam, Zambia y Zimbabue como posibles clientes de la tecnología de vigilancia Circles.

### Oficinas extranjeras y controles de exportación
A finales de 2020, Vice Media publicó un artículo en el que informaba que NSO había cerrado las oficinas de Circles, con sede en Chipre, la empresa que había adquirido en 2014. El artículo, basado en entrevistas con dos ex empleados, describió la integración entre las dos empresas como "terrible" y declaró que NSO se basaría en la oficina búlgara de Circles. Según Vice, esto se produjo poco más de un año después de que un grupo activista conocido como Access Now escribiera a las autoridades tanto de Chipre como de Bulgaria, pidiéndoles que escudriñaran más las exportaciones de NSO. Access ahora había declarado que habían recibido denegaciones de las autoridades búlgaras y chipriotas, y ambos países declararon que no habían otorgado licencias de exportación al grupo NSO. A pesar de esto, un artículo escrito por The Guardian durante el escándalo de Pegasus de 2021 citó a NSO diciendo que había sido "regulado por los regímenes de control de exportaciones de Israel, Chipre y Bulgaria". El propio "Informe de transparencia y responsabilidad 2021" de NSO, publicado aproximadamente un mes antes del escándalo, hace la misma declaración, y agrega que esos eran los tres países a través de los cuales NSO exportaba sus productos. Se afirmó que la oficina búlgara de Circles, en particular, fue fundada como una "compañía telefónica falsa" en 2015 por CitizenLab citando IntelligenceOnline, una parte de Indigo Publications. Este informe fue reimpreso por la publicación de investigación búlgara Bivol en diciembre de 2020, que lo adjuntó con documentos de registro público que indicaban que la oficina búlgara de la compañía había crecido hasta dar empleo a 150 personas y había recibido dos préstamos por valor de unos 275 millones de dólares estadounidenses en 2017 de dos sociedades extraterritoriales y un banco suizo registrados en las Islas Caimán.

## Productos (software espía Pegasus)
El Ministerio de Defensa de Israel otorga licencias para la exportación de Pegasus a gobiernos extranjeros, pero no a entidades privadas. El programario ha sido usado extensivamente para reprimir medios de comunicación independientes, incluyendo países como Azerbaiyán, India, Hungría, Marruecos, entre otros.
Las primeras versiones de Pegasus se utilizaron para vigilar el teléfono de Joaquín Guzmán, conocido como El Chapo. En 2011, el presidente mexicano Felipe Calderón llamó a NSO para agradecer a la compañía por su papel en la captura de Guzmán.
El 25 de agosto de 2016, Citizen Lab y Lookout revelaron que Pegasus estaba siendo utilizado para atacar al activista de derechos humanos Ahmed Mansoor en los Emiratos Árabes Unidos. Mansoor informó a los investigadores de Citizen Lab, Bill Marczak y John Scott-Railton, que su iPhone 6 había sido atacado el 10 de agosto de 2016 mediante un enlace en un mensaje de texto SMS.
El análisis de Citizen Lab y Lookout descubrió que el enlace descargaba software para explotar tres vulnerabilidades de día cero previamente desconocidas y sin parchear en iOS. Según su análisis, el software puede hacer jailbreak a un iPhone cuando se abre una URL maliciosa, una forma de ataque conocida como spear phishing. El software se instala y recopila todas las comunicaciones y ubicaciones de los iPhones específicos, incluidas las comunicaciones enviadas a través de iMessage, Gmail, Viber, Facebook, WhatsApp, Telegram y Skype. El software también puede recopilar contraseñas de Wi-Fi. Los investigadores notaron que el código del software hacía referencia a un producto de NSO llamado "Pegasus" en materiales de marketing filtrados. Pegasus había salido a la luz anteriormente en una filtración de registros de Hacking Team, que indicaba que el software había sido entregado al gobierno de Panamá en 2015. Los investigadores descubrieron que el periodista mexicano Rafael Cabrera también había sido atacado y que el software podría haberse utilizado en Israel, Turquía, Tailandia, Catar, Kenia, Uzbekistán, Mozambique, Marruecos, Yemen, Hungría, Arabia Saudita, Nigeria y Baréin.
Citizen Lab y Lookout notificaron al equipo de seguridad de Apple, que corrigió las fallas en diez días y lanzó una actualización para iOS. Se lanzó un parche para macOS seis días después.
En 2017, los investigadores de Citizen Lab revelaron que es posible que se hayan enviado enlaces de explotación de NSO a científicos mexicanos y activistas de salud pública. Las metas apoyaron medidas para reducir la obesidad infantil, incluido el "impuesto a las bebidas gaseosas" de México.
En abril de 2017, después de un informe de Lookout, los investigadores de Google descubrieron el malware de Android "que se cree que fue creado por NSO Technologies" y lo nombraron Chrysaor (hermano de Pegasus en la mitología griega). Según Google, "se cree que Chrysaor está relacionado con el software espía Pegasus".
En julio de 2017, el equipo internacional reunido para investigar el secuestro masivo de Iguala de 2014 se quejó públicamente de que pensaban que estaban siendo vigilados por el gobierno mexicano. Afirmaron que el gobierno mexicano usó a Pegasus para enviarles mensajes sobre funerarias que contenían enlaces que, al ser pulsados, permitían al gobierno escuchar subrepticiamente a los investigadores. El gobierno mexicano ha negado repetidamente cualquier piratería no autorizada.
En junio de 2018, un tribunal israelí acusó a un ex empleado de NSO por presuntamente robar una copia de Pegasus e intentar venderla en línea por 50 millones de dólares en criptomonedas.
En octubre de 2018, Citizen Lab informó sobre el uso del software NSO para espiar al círculo íntimo de Jamal Khashoggi justo antes de su asesinato. El informe de Citizen Lab de octubre declaró, con gran confianza, que el Pegasus de NSO había sido colocado en el iPhone del disidente saudí Omar Abdulaziz, uno de los confidentes de Khashoggi, meses antes. Abdulaziz declaró que el software reveló las "críticas privadas de Khashoggi a la familia real saudí", que según Abdulaziz "desempeñaron un papel importante" en la muerte de Khashoggi. En diciembre de 2018, una investigación de The New York Times concluyó que el software de Pegasus desempeñó un papel en el asesinato de Khashoggi, y un amigo de Khashoggi declaró en una presentación que las autoridades saudíes habían utilizado el software de fabricación israelí para espiar al disidente. El director ejecutivo de NSO, Shalev Hulio, declaró que la empresa no había estado involucrada en el "terrible asesinato", pero se negó a comentar sobre los informes de que había viajado personalmente a la capital saudí, Riad, para una venta de Pegasus por 55 millones de dólares.
En julio de 2019, se informó que NSO había vendido el software de Pegasus a Ghana alrededor de 2016.
En junio de 2020, una investigación de Amnistía Internacional denunció que el gobierno marroquí atacó al periodista marroquí Omar Radi utilizando el software espía israelí Pegasus. El grupo de derechos afirmó que el periodista fue atacado tres veces y espiado después de que su dispositivo se infectara con una herramienta NSO. Mientras tanto, Amnistía también afirmó que el ataque se produjo después de que NSO actualizara su política en septiembre de 2019
Según una investigación de The Guardian y El País, el software de Pegasus fue utilizado por el gobierno de España para comprometer los teléfonos de varios políticos activos en el movimiento independentista catalán, incluido el presidente del Parlamento de Cataluña, Roger Torrent, y exmiembro del Parlamento. de Cataluña Anna Gabriel i Sabaté. Los resultados de una investigación conjunta de The Guardian y Le Monde alegaron que entre las personas objetivo del software Pegasus figuraban seis críticos del gobierno en Togo, periodistas en India y Marruecos y activistas políticos en Ruanda.
Pegasus ha sido utilizado para atacar e intimidar a periodistas mexicanos por cárteles de la droga y actores gubernamentales vinculados a cárteles.
Un informe de Citizen Lab reveló en diciembre de 2020 que el Grupo NSO cambió hacia exploits de cero clic y ataques basados en la red. Permitió a los clientes del gobierno ingresar a los teléfonos de destino sin interacción y sin dejar rastros visibles. Según el informe, Arabia Saudita y los Emiratos Árabes Unidos utilizaron la herramienta de cero clic del software espía Pegasus y la desplegaron a través de una apertura en iMessage, para apuntar a dos reporteros con sede en Londres y 36 periodistas en la red de televisión Al Jazeera en Catar.
En julio de 2021, una investigación conjunta realizada por diecisiete medios de comunicación reveló que el software espía Pegasus se utilizó para apuntar y espiar a jefes de Estado, activistas, periodistas y disidentes, lo que permitió "violaciones de derechos humanos en todo el mundo a gran escala". La investigación, denominada "el proyecto Pegasus", se inició después de una filtración de 50 000 números de teléfono de posibles objetivos de vigilancia. Amnistía Internacional llevó a cabo un análisis forense de teléfonos móviles de posibles objetivos. La investigación identificó a 11 países como clientes de NSO: Azerbaiyán, Baréin, Hungría, India, Kazajistán, México, Marruecos, Ruanda, Arabia Saudita, Togo y Emiratos Árabes Unidos. La investigación también reveló que periodistas de múltiples organizaciones de medios, incluidos Al Jazeera, CNN, Financial Times, Associated Press, The New York Times, The Wall Street Journal, Bloomberg News y Le Monde fueron atacados e identificaron al menos 180 periodistas de 20 países que fueron seleccionados para la orientación con software espía NSO entre 2016 y junio de 2021. La investigación reveló además que Azerbaiyán, Hungría, India y Marruecos se encontraban entre los estados que utilizaron a Pegasus para espiar a los periodistas. Se descubrió que el software espía se había utilizado para apuntar a tres miembros de la familia del periodista saudí asesinado Jamal Khashoggi antes de su asesinato por parte de agentes del estado saudí (a pesar de las reiteradas negaciones de participación del Grupo NSO). La investigación descubrió a mediados de 2021 que los activistas de Koregaon Bhima también fueron atacados con éxito por un hacker aún no identificado que colocó "pruebas" en sus computadoras.